# Jan Gies

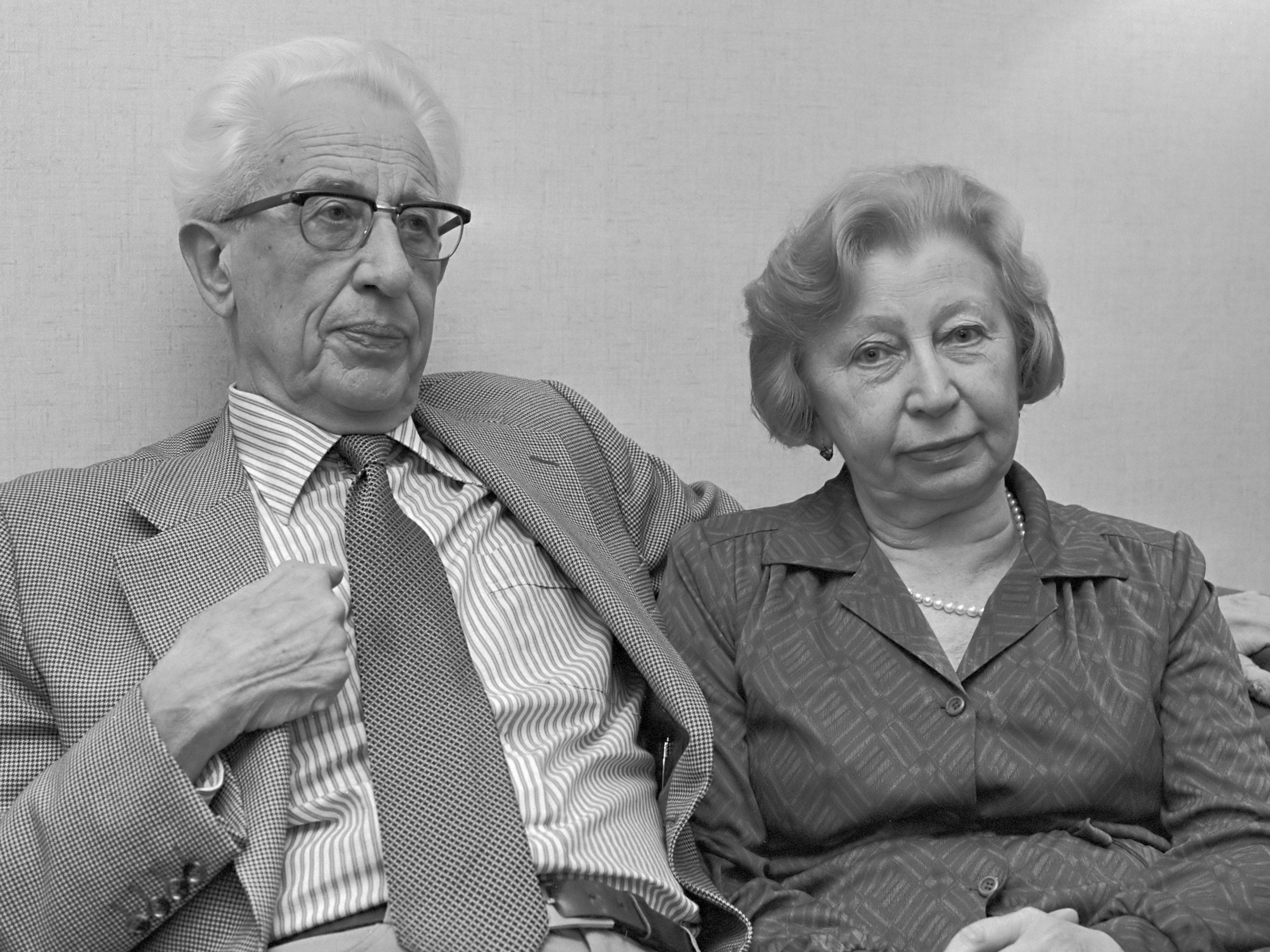
Jan Gies mit seiner Frau Miep Gies, 1980

Jan Gies (* 18. Februar 1905 in Amsterdam; † 26. Januar 1993 ebenda) war Mitglied des niederländischen Widerstandes gegen den Nationalsozialismus und half, zusammen mit seiner Frau Miep Gies, die Familie von Anne Frank zu verstecken.
Jan Gies traf seine künftige Frau Miep Gies 1933, als sie beide für dasselbe Unternehmen arbeiteten. Sie heirateten 1941, als Mieps Ausweisung nach Österreich drohte. Sie hatte sich geweigert, einer nationalsozialistischen Frauengruppe beizutreten, worauf ihr Reisepass für ungültig erklärt wurde. Durch die Heirat mit Jan Gies erhielt sie die niederländische Staatsbürgerschaft.
Im selben Jahr wurde Jan Gies nomineller Direktor der Unternehmen Pectacon und Opekta, für die seine Frau schon seit 1936 arbeitete. Nach dem durch die nationalsozialistischen Gesetze erzwungenen Rücktritt von Otto Frank wurde Pectacon unter dem Namen Gies & Co. weitergeführt. Opekta blieb bestehen. Nach dem Krieg bestanden dann alle drei Unternehmen in der Prinsengracht 263. Gies verschaffte Untergetauchten Lebensmittelkarten und Verstecke. Unter anderem half er auch Otto Frank und seiner Familie, sich im Hinterhaus der niederländischen Filiale der Opekta zu verstecken.
1972 wurde das Ehepaar Gies als Gerechte unter den Völkern geehrt. Am 26. Januar 1993 starb Jan Gies im Alter von 87 Jahren in seiner Geburtsstadt Amsterdam.